# Heiliger Geist
Der Heilige Geist (altgriechisch ἅγιον πνεῦμα hágion pneûma oder πνεῦμα τὸ ἅγιον pneûma tò hágion, lateinisch Spiritus Sanctus) ist im Christentum neben Gott dem Vater und dem Sohn, Jesus Christus, eine der drei Wirkungsweisen (Hypostasen) der göttlichen Dreieinigkeit, zu der sich das Bekenntnis von Nicäa bekannte und wie es das Nicäno-Konstantinopolitanum, das wichtigste altkirchliche Bekenntnis, weiter entfaltete. Der Heilige Geist, oft auch Geist Gottes oder in neuerer Übersetzung Heilige Geistkraft genannt, ist Gott, keine eigenständige Gottheit oder Substanz. An Pfingsten feiert die Christenheit das Kommen des Heiligen Geistes. Bereits im Alten Testament ist vom Geist Gottes die Rede.

## Der Heilige Geist in der Bibel

### Hebräische Bibel
Im Tanach bedeutet das weibliche Substantiv (hebräisch רוּחַ ruach), mit dem später der „Geist“ bezeichnet wird, zunächst „Wind“ (z. B. Ex 14,21 ), dann auch „Hauch“, „Atem“ (Ps 33,6 ; Ez 37,5–14 ). In anderen Zusammenhängen bedeutet es den geistigen Zustand, die Stimmung, die Haltung, Einstellung (Ex 35,21 ; Esra 1,1 ; Haggai 1,14 ). Die Haltung eines Menschen, seine ruach, gilt in gewisser Weise als selbstständiges Wesen. Sie kann sich ausbreiten, auf einen anderen Menschen überspringen und in ihn eindringen.
Der zunächst auf Menschen angewendete Begriff des Geistes wurde entsprechend der menschenähnlichen Gottesauffassung auf Gott übertragen (Jes 40,13 ). Nur sehr selten hebt der Tanach die Zugehörigkeit des Geistes zu Gott durch das Attribut „heilig“ hervor (Ps 51,13 ; Jes 63,10f. ); meist spricht er vom „Geist Gottes“: ruach JHWH – „Atem des Herrn“; ruach ha-Elohim – „Gottesatem“; ruchaká – „dein Atem“. Diese Ausdrücke bezeichnen die wirkmächtige Gegenwart Gottes im Leben der Menschen. Der Begriff „Geist Gottes“ ist insbesondere auf Israel und die Propheten bezogen, findet aber auch auf die ganze Schöpfung Anwendung.
Die Begriffskombination ruach ha-qodesh erscheint in den hebräischen Schriften einmal als ruach qodesho („sein heiliger Geist“, Jes 63,10–11 ) und einmal als ruach qodeshcha („dein heiliger Geist“, Ps 51,13 ); hinzu kommen zwei aramäische Belege im Buch Daniel (Dan 5,12 , Dan 6,4 ). Die Kombination von ruach mit dem Gottesnamen oder der Gottesanrede ist dagegen häufig. Zu den bedeutsamsten Aussagen zählen:
- Genesis 1,2 EU: „Gottes Geist schwebte über dem Wasser“ (bei der Schöpfung), und
- Psalm 104,30 LUT: „Du sendest aus deinen Atem, so werden sie geschaffen“, ähnlich „deinen Lebenshauch“ in der Elberfelder Bibel ELB; hingegen „deinen Geist“ in der Einheitsübersetzung EU.

In Jesaja 63,14  erscheint „der Geist des Herrn“ unmittelbar neben „sein Heiliger Geist“ (ruach qodesho).
Weitere Aussagen finden sich in den Apokryphen, vor allem in der Weisheitsliteratur.
Aus gendertheoretischen Erwägungen heraus nach dem grammatischen Geschlecht des hebräischen Begriffs רוח ruach wird dieser auch "Heilige Geistkraft" übersetzt.

### Neues Testament
Im griechischen Neuen Testament erscheint der Begriff „Heiliger Geist“ (πνεῦμα ἅγιον pneûma hágion) rund einhundert Mal. Im Johannesevangelium wird er auch Paraklet (παράκλητος, „Tröster“, „Beistand“) genannt. Insbesondere folgende Stellen sind in der Theologie des Heiligen Geistes von größerer Bedeutung:
- Maria empfängt Jesus durch den Heiligen Geist (Mt 1,18–20 EU, Lk 1,35 EU).
- Der Heilige Geist kommt bei der Taufe auf Jesus herab (Mt 3,13–17 SLT).
- Abschiedsreden Jesu im Johannesevangelium: Der Heilige Geist ist Beistand für die Jünger, Lehrer an Jesu Stelle und „Geist der Wahrheit“ (Joh 14,16–17; 26 EU, Joh 16,13–16 EU).
- Der Missions- und Taufbefehl: „Tauft sie auf den Namen des Vaters und des Sohnes und des Heiligen Geistes“ (Mt 28,19 EU).
- Das Pfingstereignis: Nach Jesu Abschied kommt der Heilige Geist auf die Jünger herab, und sie beginnen zu predigen (Apg 2,1–13 EU).
- Der Heilige Geist kann durch das Hören der Glaubensbotschaft vom gekreuzigten und auferstandenen Jesus empfangen werden, nicht aufgrund von Taten (Apg 10,44 EU, Gal 3,1–6 EU).
- Wer sich in diesem Glauben taufen lässt, empfängt den Heiligen Geist Apg 2,38 EU.
- Der Heilige Geist wohnt in den Christen 1 Kor 3,16 EU.
- Das Leben der Christen im Geist (Röm 8 EU).
- Die Gaben des Heiligen Geistes (Röm 12 EU, 1 Kor 12 EU).
- Die Frucht des Geistes (Gal 5,22 EU).

Das Christentum hat auch verschiedene alttestamentliche Stellen auf den Heiligen Geist bezogen, insbesondere die Weissagung, dass Gott seinen Geist über alle Menschen ausgießen wird in Joel 3,1–5 ; und die Erwähnung in der Schöpfungsgeschichte: „Gottes Geist schwebte über dem Wasser“ (Genesis 1,2 ). Im weiteren Verlauf der biblischen Geschichte waren es einzelne Personen, die nach christlicher Auslegung besonders mit dem Geist Gottes erfüllt waren, z. B. Josua (Dtn 34,9 ).

## Verständnis des Heiligen Geistes in verschiedenen Religionen

### Judentum
Ruach HaQodesh, (hebräisch רוח הקודש ruach ha-kodesh) wörtlich „Atem des Heiligen“, „heiliger Wind“, sinngemäß der Heilige Atem (=Geist), auch als Ruach JHWH („Atem Adonais“) bezeichnet, wird im Tanach allegorisch gebraucht. Der Heilige Geist wird im Judentum als „Offenbarungsweise Gottes“ (Peter Schäfer), nicht als eine göttliche Person betrachtet und entsprechend auch nicht als Person angerufen. Diese Kraft kann von Menschen Besitz ergreifen und sie bevollmächtigen. Der bevorzugte Ort für dieses Geschehen ist der Jerusalemer Tempel; deshalb schlägt Schäfer vor, Ruach haQodesh mit „Geist des Heiligtums“ zu übersetzen.
Hinsichtlich der Genderproblematik konnte eine Analyse des Alten Testaments durch Manfred Dreytza (1998) zeigen, dass das Wort Ruach dort insgesamt 387 Mal auftauchte, in 200 Fällen seines Auftretens wurde es in grammatikalisch femininem Sinn gebraucht, in 63 Fällen in maskuliner Form, der Rest blieb unklar.

In der jüdischen Auslegungstradition wurde die Ruach HaQodesh oft mit der Ruach Newua (prophetische Begabung, Geist der Prophetie) in Verbindung gesetzt, zuweilen wurden beide identifiziert. Das Besondere der Tora ist, dass Mose sie direkt von Gott empfing, während die übrigen Schriften des Tanach von der Ruach HaQodesh inspiriert wurden (was deren Bedeutung verglichen mit der Tora etwas herabstuft). In der rabbinischen Literatur wird diskutiert, wann der Geist der Prophetie von Israel gewichen sei; gleich mehrmals (Sanhedrin 11a; Joma 9b, Sota 48b) findet sich im Babylonischen Talmud die Aussage, der Geist der Prophetie sei nach dem Tod der Propheten Haggai, Sacharja und Maleachi aus dem Volk Gottes verschwunden. Die Ruach HaQodesh als „Geist des Heiligtums“ ist nach einer Traditionslinie durch dessen Zerstörung durch die römische Armee im Jahr 70 n. Chr. aus Jerusalem gewichen (vgl. das ähnliche Konzept der Schechina). Dem steht aber eine andere Tradition gegenüber, wonach der Geist von den Propheten auf die Rabbinen überging. Im Midrasch wird wiederholt die Auffassung vertreten, dass jeder Mensch den ‚heiligen Atem‘ erfassen kann (Tanna de-be Elijahu 10). Eine Spitzenaussage ist in diesem Zusammenhang, dass der einzelne Mensch, wenn er nach der Tora lebt, mit der Ruach haQodesh begabt wird. Mit diesem Ausblick endet der Mischnatraktat Sota:

„Rabbi Pinḥas ben Ja'ir sagt: Eifer führt zur Reinlichkeit, Reinlichkeit führt zur [kultischen] Reinheit, Reinheit führt zur Absonderung, Absonderung führt zur Heiligkeit, Heiligkeit führt zur Demut, Demut führt zur Furcht vor der Sünde, Furcht vor der Sünde führt zur Frömmigkeit, Frömmigkeit führt zum heiligen Geist, der heilige Geist führt zur Auferstehung der Toten, die Auferstehung der Toten bringt zu Elias, gedacht sei [ihm] zum Guten, Amen.“

Im Mittelalter reflektierte Moses Maimonides über den Zusammenhang zwischen intellektueller Vollkommenheit und Geist der Prophetie; Mose ist der Prophet par excellence. Kabbalisten wie Abraham Abulafia empfahlen Askese und Sprachmystik als Wege, um die Ruach haQodesh selbst zu empfangen. Im neuzeitlichen Chassidismus wird das in ähnlicher Weise angestrebt. Der Neukantianer Hermann Cohen verstand die Ruach haQodesh als ethisches Ideal. Abraham Jehoschua Heschel beschränkte die Wirkungen der Ruach haQodesh nicht auf religiöse Erfahrungen und Handlungen im engeren Sinn, sondern zählte auch Naturerlebnis, künstlerische Kreativität und ethisches Handeln dazu.

### Christentum

#### Alte Kirche
Die Alte Kirche ging einen langen Weg der Lehrentwicklung auch im Blick auf den Heiligen Geist; der Diskurs fand in den altkirchlichen Bekenntnissen seinen Niederschlag. „Der Geist bildet primär die Lebenswirklichkeit der Christen, erst sekundär einen Gegenstand der Lehre,“ so Wolf-Dieter Hauschild, der für das 2./3. Jahrhundert folgende Aspekte hervorhebt:
- Christen erleben als Wirkung des Geistes, dass er ihnen zur Erkenntnis der Wahrheit verhilft. Hier sind Erfahrungen mit urchristlichen Propheten (z. B. Montanismus als prophetische Protestbewegung) und Charismatikern zu nennen, außerdem die Auslegung der Heiligen Schrift. Dass der Heilige Geist letztlich der Verfasser der Bibel sei, wird allgemein vorausgesetzt.
- Dies geschieht im Raum der Kirche, deren Strukturen der Heilige Geist gestaltet hat.
- Nach seiner Taufe ist das Leben des einzelnen Christen vom Heiligen Geist bestimmt.

Theophilus von Antiochien und Irenäus von Lyon identifizierten Gottes Geist und Gottes Weisheit. Clemens von Alexandria sah den Christen als neuen Menschen, der vom Heiligen Geist geformt wird. Diese drei Autoren setzten sich mit der christlichen Gnosis auseinander, die (ausgehend von Gen 2,7 ) den menschlichen Verstand als offen für die vom göttlichen Geist gewirkte Erleuchtung sahen. Das betrifft nur den einzelnen, den Gnostiker. Irenäus nahm dagegen an, dass der Geist in der Kirche wirke. Der sich festigende Kanon des Neuen Testaments, das Glaubensbekenntnis als regula fidei und der in apostolischer Sukzession stehende Bischof verbürgten, dass allen Christen mit dem Heiligen Geist in Berührung kommen. Origenes dagegen band die Erfahrung des Heiligen Geistes an die Ethik: Der Geist verändere den Menschen, und das zeige sich in seiner Lebensweise. Askese und Mystik konnten hier anknüpfen. Athanasius integrierte die Lehre vom Heiligen Geist in die Lehre von Christus und von der Erlösung. Was objektiv-prinzipiell in Christus geschehen sei, werde durch den Geist dem Christen individuell zugeeignet. So werde der Gläubige mit Christus verbunden und zum Kind Gottes. Die Synode von Alexandria 362 nahm die Trinitätslehre des Athanasius als Norm an und verurteilte jene, die (wie Arius) den Geist als Geschöpf sehen (Pneumatomachen). Die Gegenposition vertraten Eustathius von Sebaste und Silvanus von Tarsus. Sie wollten unbestimmt lassen, ob der Geist Person oder Kraft sei. Basilius von Caesarea war der Theologe, der die Lehre vom Heiligen Geist auf dem Weg zum Ersten Konzil von Konstantinopel (381) maßgeblich weiterentwickelte und dabei an der religiösen Erfahrung orientiert war: „Das Zeugnis der Bibel ist die Grundlage, die religiöse Erfahrung das Medium, die asketische, ethische und kirchliche Praxis die Bewährung der Überzeugung, daß der Heilige Geist wesenseins mit Gott ist.“ Das Konzil brachte 381 die Pneumatologie zu einem gewissen Abschluss: Der Heilige Geist ist im Christentum „eins“ mit Gott-Vater und Gott-Sohn und wird zugleich als eine der drei Personen oder Hypostasen Gottes resp. als dritte Person des dreieinen Gottes verstanden (siehe Trinität).

„Die Liebe Gottes ist ausgegossen in unsere Herzen durch den Heiligen Geist, der uns gegeben ist.“

 Dieser Bibelvers vermittelte Augustinus von Hippo für seine Lehre vom Heiligen Geist wesentliche Impulse. Dass der Geist eine Person der Trinität ist, tritt bei Augustinus, verglichen mit den griechischen Vätern, etwas zurück: der Geist ist vor allem die vom Vater und vom Sohn ausgehende Liebe. In der Nachfolge Augustins wurde der Heilige Geist in der westkirchlich-lateinischen Theologie mehr als Kraft und Relation denn als Person verstanden und die Lehre vom Heiligen Geist in die Christologie eingeordnet.
Die Christen fast aller Kirchen feiern 50 Tage nach Ostern Pfingsten als den Tag, an dem die Jünger Jesu „mit dem Heiligen Geist erfüllt“ (Apg 2,4 ) und zur Verkündigung des Evangeliums bevollmächtigt wurden (Apg 2,11 , Apg 4,8–10 ). Dass die Sendung des Heiligen Geistes der wichtigste Festinhalt sei, setzte sich im Verlauf des 4. Jahrhunderts allgemein durch; vom festlichen Abschluss der Osterzeit war Pfingsten so zu einem eigenständigen Fest geworden.

#### Westkirchliche Sonderentwicklung

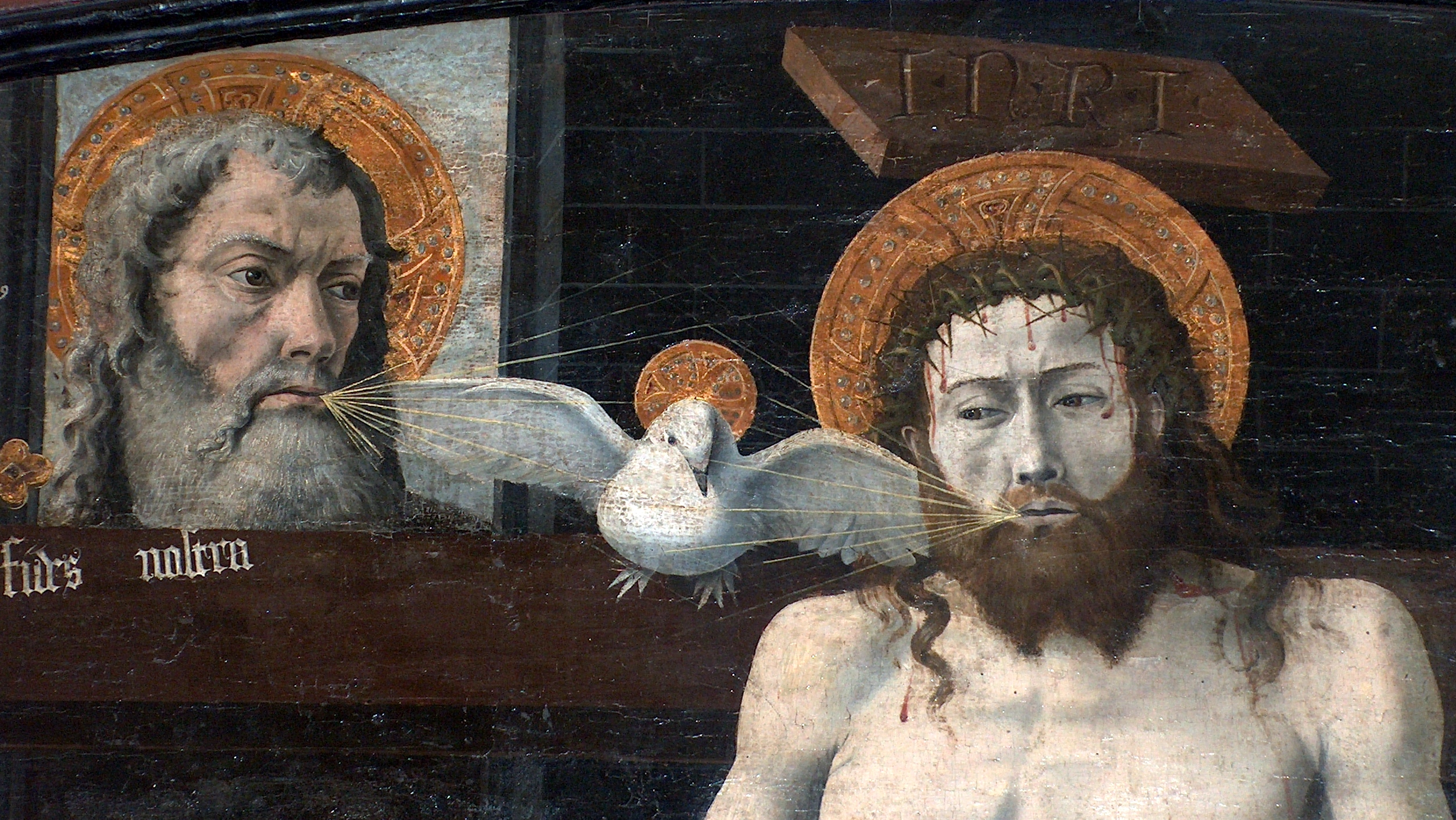
Das Hervorgehen des Heiligen Geistes aus dem Vater und dem Sohn; Altarbild aus Saint-Marcellin, Boulbon (Provence, um 1450; heute im Louvre)

Der sogenannte Filioque-Streit, das heißt die Auseinandersetzung, ob der Heilige Geist von Gott Vater oder von Gott Vater und Gott Sohn ausgeht, war eine entscheidende Unstimmigkeit zwischen östlicher und westlicher Kirche und stellt noch heute einen wichtigen dogmatischen Unterschied zwischen der römisch-katholischen Kirche und den aus ihr erwachsenen reformatorischen Kirchen einerseits und den orthodoxen Kirchen andererseits dar. Es geht bei diesem Streit um die Zuordnung von Christologie und Pneumatologie (= Lehre vom Heiligen Geist). Der Sache nach lehrte Augustinus das filioque, auch wenn sich die Formulierung bei ihm nicht findet. Wenn die Westkirche an dem filioque festhält, also Ursprung und Herkunft des Heiligen Geistes mittels einer Hauchung aus Gott Vater und Gott Sohn lehrt, so zeigt sie damit ihre tiefe Prägung durch die augustinische Theologie. Die Ostkirche bewahrt die ursprüngliche Textfassung des Nicäno-Constantinopolitanums und betont die Gott-Vater und Gott-Sohn gleichgestellte Göttlichkeit des Geistes.
Bei den großen Theologen des lateinischen Mittelalters lässt sich ein Zurücktreten der Pneumatologie gegenüber der Christologie beobachten. Auch dort, wo es um geistliche Erfahrung und um Mystik geht, ist das (zum Beispiel bei Bernhard von Clairvaux) Christusmystik.

#### Reformation
Unter den Reformatoren hat Johannes Calvin die Lehre vom Heiligen Geist am konsequentesten durchdacht. Gott handelt, so Calvin, im Kosmos, in der Menschheit und in der Christenheit immer vermittelt durch den Geist. Besonders fruchtbar ist Calvins Pneumatologie in der Abendmahlslehre: Der Geist bewirkt, dass Jesus Christus in Brot und Wein als Person gegenwärtig ist (praesentia personalis). Er ist das Band (vinculum participationis), das den einzelnen Gläubigen mit Leib und Blut Christi verbindet und zum Teil der Kirche als dem mystischen Leib Christi macht. Was der Christ beim Abendmahl empfängt, ist eine vom Heiligen Geist vermittelte reale Gabe: der ganze Christus und sein erlösendes Handeln.

#### Konfessionelle Akzentuierungen der Lehre vom Heiligen Geist

##### Orthodoxie
Die orthodoxe Theologie lehrt (ebenso wie die westkirchliche), dass die Werke der Trinität nach außen hin unteilbar seien. Aber sie neigt stärker dazu, bestimmte Themenfelder einer der göttlichen Personen zuzuordnen. So wird die Lehre von der Kirche stärker vom Heiligen Geist her entworfen als von der Christologie. Als Werke des Geistes gelten das Erwecken des Glaubens, die Praxis des Gebets, die Theosis (Serafim von Sarov bezeichnete diese als „Erwerb des Heiligen Geistes“), die Mysterien und die Ordnung der Kirche. Moderne orthodoxe Theologen betonen die Bedeutung der Pneumatologie für Askese, Ästhetik und (da der Heilige Geist lebenspendend ist) Ökologie.

##### Katholizismus

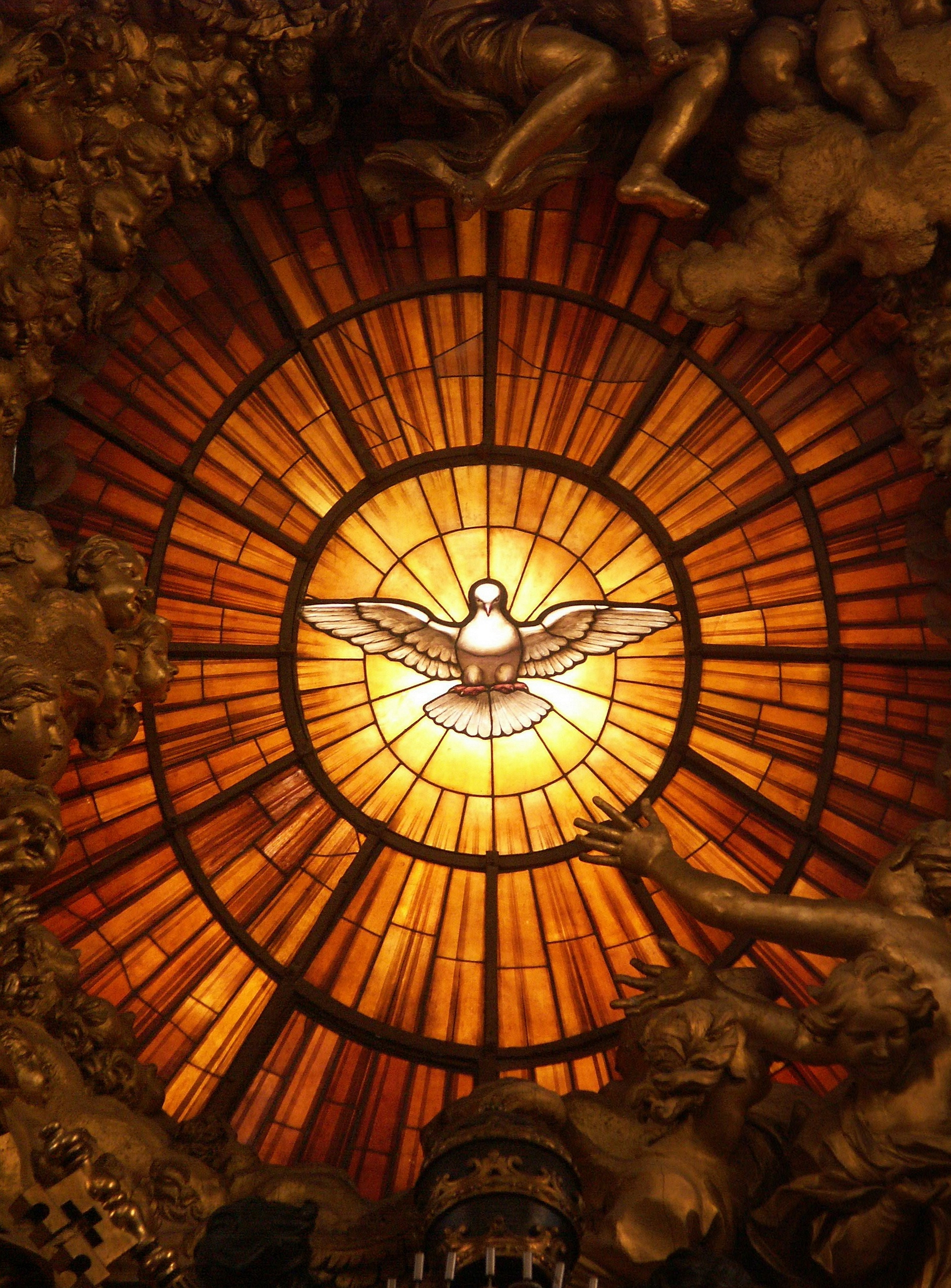
Die Taube als Symbol des Heiligen Geistes (Petersdom, Cathedra Petri, Gian Lorenzo Bernini)

Nach der Lehre der römisch-katholischen Kirche geht der Heilige Geist aus dem Vater und dem Sohn als einem einzigen Prinzip durch „eine einzige Hauchung“ hervor. Im Unterschied zum Sohn, der durch „Zeugung“ aus dem Vater hervorgeht, geht der Geist den Weg der Hauchung aus dem Vater und dem Sohn.
Die römisch-katholische Kirche kennt wie die orthodoxen Kirchen das Sakrament der Firmung. Sie lehrt, dass der Firmling darin die sieben Gaben des Heiligen Geistes empfange, die dessen Früchte hervorrufen sollen. Die Firmung wird meist Jugendlichen von einem Bischof gespendet, im Gegensatz zu den orthodoxen Kirchen, wo sie sofort nach der Taufe durch den Priester gespendet wird und den erwachsenen Katechumenen, denen meist alle drei Initiationssakramente in einer einzigen Feier gespendet werden.
Papst Urban VIII. erließ im Jahr 1628 das Verbot, den Heiligen Geist in Menschenform abzubilden. Papst Benedikt XIV. verfügte in 1745, dass der Heilige Geist ausschließlich als Taube dargestellt werden solle.

##### Anglikanismus
Die anglikanische Kirche ist aus der westlichen Tradition hervorgegangen; ihr Credo enthält darum das Filioque. Mit Blick auf die Orthodoxie und nach vorbereitenden Beschlüssen der Lambeth-Konferenz 1978 und 1988 beschlossen die Primasse der verschiedenen Kirchenprovinzen 1993, dass in künftigen Ausgaben liturgischer Bücher das Filioque nicht mehr verwendet werden solle. Die amerikanische Episcopal Church fasste für sich 1994 denselben Beschluss. Beide Beschlüsse blieben folgenlos.
Auch in der anglikanischen Kirche wird die Firmung vom Bischof durch Auflegen der Hände gespendet, damit der Firmling im Heiligen Geist gestärkt wird.

##### Protestantismus
Von ihrer gemeinsamen Wurzel her sind die evangelischen Kirchen vom Filioque ähnlich geprägt wie die katholische Kirche. Der Schlüsselbegriff der Pneumatologie Karl Barths ist vinculum caritatis (Band des Friedens, vgl. Eph 4,3 ). Betont stellte er in seiner Definition des Heiligen Geistes das Filioque heraus: 

„Der Heilige Geist … ist … der Geist Gottes, Gott selber, wie er ewig vom Vater und vom Sohn ausgeht, Vater und Sohn in ewiger Liebe verbindet, mit dem Vater und dem Sohne zugleich anzubeten und zu ehren, weil mit ihnen eines Wesens ist. Er ist und wird also nie des Menschen eigener Geist.“

 Der Einfluss Augustinus’ ist bei Barth offensichtlich. Der moderne Personbegriff scheint ihm für die Trinitätslehre und besonders für den Heiligen Geist ungeeignet und im Sinne eines Tritheismus missverständlich. Daraus ergibt sich für Barth: Gott-Vater ist der „reine Geber“ der Liebe, Gott-Sohn ist „Empfänger und Geber“, der Heilige Geist ist die Beziehung zwischen beiden und „reiner Empfänger“. Ein aktives Handeln des Geistes ist dann schwer vorstellbar.
Die moderne Pfingstbewegung entstand Anfang des 20. Jahrhunderts im Raum des Protestantismus als Folge von Erfahrungen, die als Geisttaufe interpretiert wurden. Diese Erfüllung mit dem Heiligen Geist bildet neben Bekehrung bzw. Wiedergeburt und Heiligung aus pfingstlerischer Sicht das dritte Kennzeichen christlichen Lebens. Die Gemeinde ist (nach Röm 12 und 1 Kor 12–14) ein Raum, in dem Gaben des Heiligen Geistes erfahrbar sind. Prophetie, Krankenheilung, Zungenrede usw. werden in der Pfingstbewegung vorwiegend übernatürlich gedeutet, teils aber auch als „getaufte Talente“, also Schöpfungsgaben, die durch den Heiligen Geist erneuert wurden. Frank D. Macchia erläutert, dass Theologen aus der Pfingstbewegung heute dahin tendieren, die Geisttaufe als Vertiefung oder Freisetzung einer schon vorhandenen Gnadengabe anzusehen.

##### Weitere Konfessionen
Einige Konfessionen sprechen statt von Salbung oder Firmung von der Versiegelung mit dem Heiligen Geist (Katholisch-apostolische Gemeinden, Neuapostolische Kirche, Kirche Jesu Christi der Heiligen der Letzten Tage). Christliche Glaubensgemeinschaften, die nicht an das Dogma der Trinität glauben (Nichttrinitarier), sehen den Heiligen Geist nicht als Person, sondern als Gottes wirksame Kraft.

### Islam

#### Der koranische BegriffRūḥ al-Qudus
Im Koran begegnet viermal arabisch روح القدس Rūḥ al-Qudus, der „Heilige Geist“, welcher als Mittel der göttlichen Handlung oder Kommunikation fungiert:
- Bezogen auf Jesus: „Und wir haben Jesus, dem Sohn der Maria, die klaren Beweise gegeben und ihn mit dem heiligen Geist gestärkt.“[35] (Sure 2, 28 und fast gleichlautend 2,53, sowie Sure 5,110)
- Bezogen auf Mohammed: „Sag: Der heilige Geist hat ihn (d.h. den Koran) von deinem Herrn mit der Wahrheit herabgesandt, um diejenigen, die glauben, zu festigen, und als Rechtleitung und Frohbotschaft für die, die sich (Gott) ergeben haben.“[36] (Sure 16,102)

Die übliche Identifikation von Rūḥ al-Qudus mit dem Erzengel Djibril liegt dadurch nahe, dass Gott nach Sure 19,17 seinen Geist zu Maria entsandte, der ihr „als ein wohlgestalteter Mensch“ erschien. Nach Sure 78,38 steht „der Geist“ in einer Reihe mit den Engeln vor Gott.
Die muslimische Interpretation des Heiligen Geistes stimmt im Allgemeinen mit anderen Interpretationen überein, etwa die der Thora und des Neuen Testaments. Ferner bezieht sich der Koran auf rūḥ als Ruh al-qudus (arabisch روح القدس, „der heilige Geist“ oder „Geist der Heiligkeit“) und al-ruh al-amin („der treue oder vertrauenswürdige Geist“).
Nach sunnitischer Auffassung des Islam wird der Erzengel Djibril auch als Ruh al-Qudus / روح القدس / ‚Geist der Heiligkeit‘ bezeichnet.
Vergleiche hierzu die islamische Sichtweise der Trinität und Gabriel (Erzengel).
Im schiitischen Islam wird Ruh al-Qudus als etwas beschrieben, das mächtiger sei als Erzengel Djibril oder Erzengel Mika'il. Dieser Ruh al-Qudus wurde zu Muhammad geschickt um ihn zu informieren und zu leiten. In einigen schiitischen Traditionen, wird Ruh al-Qudus als einer der fünf Geister gesehen durch die ein Imam inspiriert wird. Im Gegensatz zu den anderen vier Geistern, sei er immer wachsam und verfügbar, um die Imam zu jedem Thema zu informieren. Uneinigkeit besteht darüber, ob ruh al-Qudus ein Engel ist.

#### Kritik an der christlichen Trinitätslehre
Die Trinitätslehre, die von fast allen christlichen Glaubensgemeinschaften vertreten wird, ist aus islamischer Sicht ein Hauptkritikpunkt, da sie nach islamischem Verständnis dem Monotheismus widerspricht. Diese Kritik findet sich in Sure 4,171:
„Ihr Leute der Schrift! Treibt es in eurer Religion nicht zu weit und sagt gegen Gott nichts aus, als die Wahrheit! Christus Jesus, der Sohn der Maria, ist nur der Gesandte Gottes und sein Wort, das er der Maria entboten hat, und Geist von ihm. Darum glaubt an Gott und seine Gesandten und sagt nicht (von Gott, dass er in einem) drei (sei)! Hört auf (so etwas zu sagen)! Das ist besser für euch. Gott ist nur ein einziger Gott. Gepriesen sei er! (Er ist darüber erhaben) ein Kind zu haben. Ihm gehört alles, was im Himmel und auf der Erde ist. Und Gott genügt als Sachwalter.“
Der Trinitätsbegriff des Christentums wird von islamischer Seite vielfach als eine ‚Gott-Dreiheit‘, bestehend aus dem Schöpfer, Jesus und Maria missinterpretiert. Daher stelle sie eine Schirk (Beigesellung eines anderen Wesens neben Gott) dar, was einem Vielgötterglauben entspräche.

### Polytheismus
Zum Begriff des Heiligen Geistes bestehen Parallelen in anderen Religionen. Das Konzept „Hagion pneuma“ findet sich in sehr ähnlicher Form bereits in vorchristlicher Zeit in griechischen und altindischen religiösen und philosophischen Abhandlungen. Im antiken Mittelmeerraum gab es personifizierte Mittlerkonzepte, so etwa in Ägypten Maat, in Rom Iustitia, in der Stoa der Logos, im Judentum die personifizierte Frau Weisheit.
Das schamanische Pantheon kennt bei manchen Völkern ebenfalls höchste Geistwesen, denen alle anderen geistigen Entitäten untergeordnet sind. Dies ist aber bei den verschiedenen nord- und zentralasiatischen Völkern nicht durchgängig der Fall.

### Zoroastrismus
Das zentrale religiöse Konzept im Zoroastrismus ist der Dualismus zwischen einem „guten“ Schöpfergott Ahura Mazda/Ohrmazd, der begleitet wird von unsterblichen Heiligen, Amescha Spenta sowie von seinem Widersacher, dem bösen Dämon Angra Mainyu (Ahriman). Der gute Gott, Ahura Mazda, der Schöpfer des Himmels und der Erde ist, der Wahrheit und des Lichts, der Geister und der Menschen, belohnt als Wächter der sittlichen Ordnung das Gute und bestraft das Böse. Ferner wird er auch als endzeitlicher Richter auftreten. Spenta Mainyu, Heiliger Geist zählt zu den Amschaspand und wird gelegentlich mit Ahura Masda gleichgesetzt. Dem guten Geist, Spenta Mainyu steht der böse Geist, Ako oder Angra Mainyu, später auch Ahriman genannt, entgegen.
In der Welt regiert Ahura Mazda durch Spenta Mainyu, den „heiligen Geist“ und weitere sechs unsterbliche Heilige, sie avancieren zu Fürsorgepflichtige Wesen für Vieh, Feuer, Metall, Erde, Wasser und den Pflanzen. Dem guten Geist, Spenta Mainyu steht also der böse Geist der Finsternis gegenüber.

## Geistliche Schriften und Hymnen
Der einflussreichste Text über den Heiligen Geist überhaupt ist die 79 Kapitel umfassende Spätschrift des Basilius von Caesarea Peri tou hagiou pneumatos („über den Heiligen Geist“). Weitere wichtige Texte der Alten Kirche sind die fünfte theologische Rede Über den Heiligen Geist des hl. Gregor von Nazianz und De Trinitate des Kirchenvaters Augustinus.
Es gibt zahlreiche Hymnen, in denen der Heilige Geist direkt angeredet wird, beispielsweise Nunc sancte nobis spiritus des hl. Ambrosius, die Pfingstsequenz Veni Sancte Spiritus (Komm herab, o Heilger Geist), Komm, Schöpfergeist oder das Veni Creator Spiritus von Rabanus Maurus, Komm, Heiliger Geist, Herre Gott nach der Pfingstantiphon Veni Sancte Spiritus, imple tuorum corda fidelium, fortgesetzt von Martin Luther, Zieh ein zu deinen Toren von Paul Gerhardt, Weihe an den Heiligen Geist (nach Pius X.), oder Heiliger Geist, der Sieg ist dein (von Pius XI.).

## Symbole für den Heiligen Geist

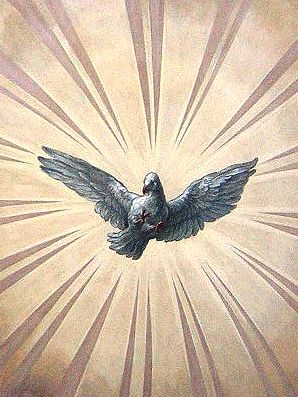
Darstellung des Heiligen Geistes als Taube (Deckengemälde in der Wiener Karlskirche, von Johann Michael Rottmayr, 18. Jhd.)

Thomas C. Oden führt die folgenden neutestamentlichen Symbole und Metaphern für den Heiligen Geist auf, die in den Schriften der Kirchenväter und -lehrer aufgegriffen wurden:
- Wind (Joh 3,8 EU), aufgegriffen in Briefen des Athanasius und den katechetischen Lektionen des Kyrill von Jerusalem
- fließendes Wasser, Quellwasser (Joh 7,37f EU; Offb 22,17 EU) aufgegriffen z. B. von Ambrosius in De Spiritu Sancto und Johannes Chrysostomos in der 51. Predigt über das Johannesevangelium.
- Feuer, Zungen wie von Feuer (Pfingstereignis, Apg 2,3 EU), bei Athanasius, Ambrosius, Kyrill von Jerusalem, Hildegard von Bingen
- Salböl (Lk 4,18 EU), aufgenommen in die apostolischen Konstitutionen, bei Kyrill von Jerusalem, sowie in einigen Kirchen im Sakrament der Firmung
- Taube[46] (vgl. die Taufe Jesu, Mt 3,16 EU) – die heute weitaus verbreitetste Darstellung.

Die umfassendste Zusammenstellung der Attribute des Heiligen Geistes findet sich beim Kirchenvater Basilius dem Großen.

## Verehrung
Viele Ordensgemeinschaften unterstellten sich dem Patrozinium des Heiligen Geistes, etwa die Spiritaner, die Dienerinnen des Heiligen Geistes oder der Orden vom Heiligen Geist. Insbesondere auf die Brüder vom Orden des Heiligen Geistes, die sich vor allem der Krankenpflege widmeten, gehen Gründungen von Heilig-Geist-Kirche, Heilig-Geist-Klöstern und -Hospitälern zurück, die dem Heiligen Geist geweiht wurden. (Zu den so benannten Einrichtungen siehe Heilig-Geist.)

## Kunstgeschichte
Papst Urban VIII. verbot 1628, den heiligen Geist in Menschengestalt (zum Beispiel als Bräutigam Mariens) darzustellen. Benedikt XIV. legte 1745 fest, dass der Heilige Geist ausschließlich als Taube dargestellt werden solle.

### Altkirchliche Quellen
- Basilius von Caesarea: Peri tou Hagiou Pneumatos; Fontes Christiani Bd 12: Basilius von Cäsarea: De Spititus Sanctu, Über den Heiligen Geist. Griechisch – deutsch. Freiburg 1993, ISBN 3-451-22132-2;  (englisch)
- Gregor von Nazianz: Fünfte Theologische Rede  (englisch)
- Augustinus von Hippo: De Trinitate

### Sekundärliteratur
- Michael Böhnke: Gottes Geist im Handeln der Menschen. Praktische Pneumatologie. Herder, Freiburg 2017.
- Francis Chan: Der unterschätzte Gott: Den Heiligen Geist neu entdecken. Luqs, Francke, Marburg 2011, ISBN 978-3-86827-280-2 (Originaltitel: Forgotten God: Reversing our tragic neglect of the Holy Spirit).
- Yves Congar: Der Heilige Geist. Herder, Freiburg i.Br. 1982, ISBN 3-451-19425-2.
- Geschäftsführer der Katechismuskommission der VELKD (Hrsg.): Evangelischer Erwachsenenkatechismus. Gütersloh 6. Aufl. 2000, ISBN 3-579-04900-3, S. 497–514.
- Siegfried Großmann: Ich brauche täglich deine Kraft. Mit dem Heiligen Geist leben. Brunnen, Gießen 2004, ISBN 978-3-7655-5499-5 (2. Auflage 2014).

- Christian Henning: Die evangelische Lehre vom Heiligen Geist und seiner Person. Studien zur Architektur protestantischer Pneumatologie im 20. Jahrhundert. Kaiser, Gütersloher Verl.-Haus, Gütersloh 2000, ISBN 3-579-02639-9.

- Johannes Marböck, Jacob Kremer, Bernd Jochen Hilberath, Waclaw Hryniewicz, Hanspeter Heinz, Genoveva Nitz, Karl Suso Frank: Heiliger Geist. In: Walter Kasper (Hrsg.): Lexikon für Theologie und Kirche. 3. Auflage. Band 4. Herder, Freiburg im Breisgau 1995, Sp. 1304–1317.
- Daniel Munteanu: Der tröstende Geist der Liebe. Zu einer ökumenischen Lehre vom Heiligen Geist über die trinitarischen Theologien J. Moltmanns und D. Staniloaes. Neukirchen-Vluyn 2003.
- Thomas C. Oden: Life in the Spirit. Systematic Theology Volume Three, Kapitel 1 und 2 (systematischer Überblick über den ökumenischen Konsens in der Pneumatologie).
- Ludwig Ott: Grundriss der Katholischen Dogmatik. 11. Auflage mit Literaturnachträgen, nova & vetera, 2005, ISBN 3-936741-25-5.
- James Innell Packer: Auf den Spuren des Heiligen Geistes. Im Spannungsfeld zwischen Orthodoxie und Charismatik. Brunnen, Gießen 1989, ISBN 3-7655-2413-1.
- Heinrich Christian Rust: Geist Gottes – Quelle des Lebens: Grundlagen einer missionalen Pneumatologie. Neufeld, Schwarzenfeld 2013, ISBN 978-3-86256-032-5.
- Werner H. Schmidt, Peter Schäfer, Klaus Berger, Wolf-Dieter Hauschild u. a.: Geist/Heiliger Geist/Geistesgaben I. Altes Testament II. Judentum III. Neues Testament IV. Dogmengeschichtlich V. Dogmatisch und ethisch VI. Praktisch-theologisch VII. Der philosophische Geistbegriff. In: Theologische Realenzyklopädie 12 (1984), S. 170–254 (umfassender wiss. Überblick).
- Annegret Südland: Der Heilige Geist im Religionsunterricht. Empirische, exegetische, systematische und religionspädagogische Untersuchungen als Anregung für die Bildung von Religionslehrkräften. Beiträge zur Kinder- und Jugendtheologie, Bd. 44, kassel university press, Kassel 2019, ISBN 978-3-7376-0768-1. ( auf uni-kassel.de)
- Reuben Archer Torrey: Der Heilige Geist. Sein Wesen und Wirken. Elmer Klassen, 1967; Herold, 1971 u. ö.
- Thomas Weißenborn: Gott ganz nah: Der Heilige Geist und wir. Francke, Marburg 2003 und 2011, ISBN 978-3-86122-650-5.

- Michael Welker: Gottes Geist. Theologie des Heiligen Geistes. 7., durchgesehene Auflage. Vandenhoeck & Ruprecht, Göttingen 2022, ISBN 978-3-525-56557-5.

- Ulrich Winkler: Für eine pneumatologische Religionstheologie. Salzburger Theologische Zeitschrift, 11 (2007), S. 175–200 (Memento vom 7. Juni 2020 im Internet Archive; PDF; 185 KB)